# Satulasaari (ö i Finland, Kymmenedalen)
Satulasaari är en ö i Finland. Den ligger i sjön Repovesi, Luujärvi och Tihvetjärvi och i kommunen Kouvola i den ekonomiska regionen  Kouvola ekonomiska region  och landskapet Kymmenedalen, i den södra delen av landet, 150 km nordost om huvudstaden Helsingfors. Öns area är 1,5 hektar och dess största längd är 170 meter i nord-sydlig riktning.